# Oberrothan

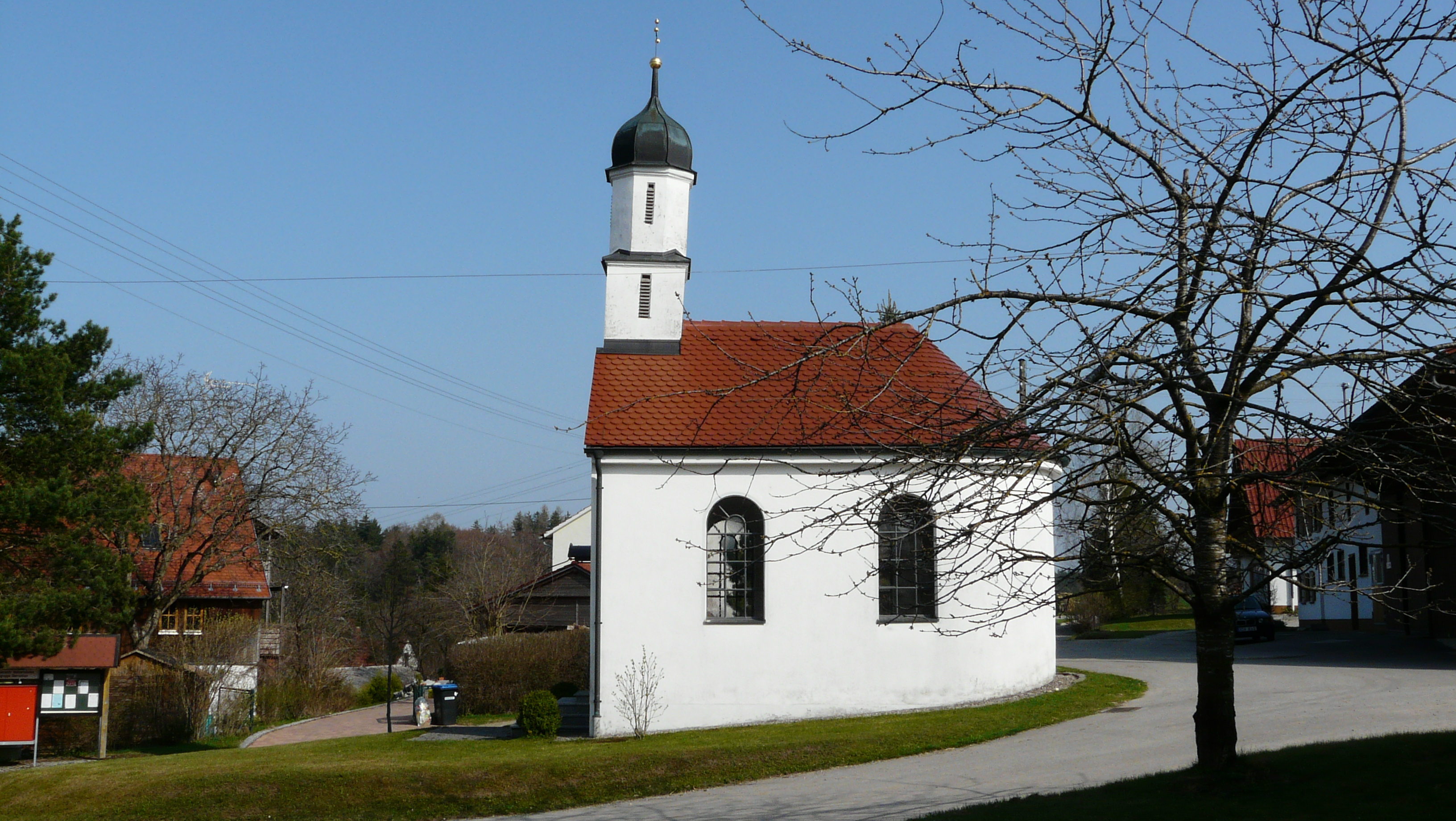
Kapelle St. Laurentius (2009)

Oberrothan ist ein Gemeindeteil der Gemeinde Walkertshofen im Landkreis Augsburg im bayerischen Regierungsbezirk Schwaben.
Das Dorf liegt nordöstlich des Hauptortes Walkertshofen. Westlich des Ortes fließt die Neufnach und verläuft die Staatsstraße 2016, südlich verläuft die Kreisstraße A 16.

## Bauwerke
In der Liste der Baudenkmäler in Walkertshofen ist für Oberrothan ein Baudenkmal aufgeführt:
- Die 1717 erbaute katholische Kapelle St. Laurentius ist ein Rechteckbau mit halbrundem Chorschluss. Der Dachreiter trägt eine Zwiebelhaube. 1831 wurde die Kapelle verlängert und 1879 erneuert.